# Mutso
Mutso (en georgiano: მუცო) es un pequeño pueblo en el norte de Georgia, ubicada en el norte de la región de Mtsjeta-Mtianeti y siendo parte del municipio de Dusheti.

## Geografía
Mutso se sitúa en una montaña rocosa en el margen derecho del río Andakistskali, en la región histórica de Jevsuretia. El pueblo está a 12 kilómetros al sureste de Shatili y a 121 km de Dusheti.

## Historia
Mutso durante muchos siglos fue el puesto de avanzada más poderoso en el norte de Georgia, controlando las carreteras y protegiendo la frontera norte del estado. Mutso está construido armoniosamente en las rocas utilizando materiales naturales y ha estado habitada desde el siglo X. Según una leyenda se dice que los aldeanos adoraron el ícono del Arcángel Broliskalo. Eran reconocidos como luchadores y cazadores, y se consideraban miembros permanentes del ejército sagrado y custodios del fabuloso tesoro custodiado por el icono a lo largo de los siglos. Las leyendas dicen que el tesoro todavía está escondido en las altas montañas alrededor de Mutso, a la espera de la llegada del elegido. Como dice la leyenda, "los Shetekauris cavaron Mutso", lo que indirectamente indica que la familia fundó el pueblo o la historia familiar comenzó junto con la fundación de Mutso.
En Mutso vivían tres familias: Dayauri, Cholokashvili y Torgva, y los dos últimos son considerados chechenos.
La aldea fortaleza de Mutso fuera abandonada allá por los años 70 del siglo XIX, cuando el director del Museo Nacional de Tiflis visitó Jevsuretia en el verano de 1876. En 1928, Vladímir Gurko-Kriazhin describió a Mutso como una “ciudad muerta” y en 1931, Vladímir Judadov describió a Mutso como un "castillo muerto".
El 7 de noviembre de 2006, según el decreto del Presidente de Georgia, se le concedió la categoría de monumento cultural inmueble de importancia nacional. En 2014, la Agencia Nacional para la Preservación del Patrimonio Cultural de Georgia decidió restaurar Mutso. La tecnología perdida de la mampostería de pizarra seca fue aportada por artesanos kist de la región vecina. Para restaurar el pueblo, se construyó un ascensor y se instaló un cable eléctrico. También se construyó una pequeña central hidroeléctrica en el río Andakistskali, para suministrar electricidad a la zona. Los edificios se adaptaron a las necesidades modernas; se proporcionó agua, electricidad y comunicaciones. Los residentes comenzaron a regresar y se ha creado un museo-reserva cultural para mantener el monumento. En 2019, el pueblo reconstruido ganó el premio de Patrimonio Cultural Europa Nostra.

## Demografía
La evolución demográfica de Mutso entre 1926 y 2014 fue la siguiente:
| 138                                             | 49 | 15 |
| (Fuente: Population of Georgia in Soviet times) |    |    |

Según el censo de 2014, los georgianos constituían el 100% de la población local.Los habitantes locales hablan el dialecto jevsur de la lengua georgiana.

## Infraestructura

### Arquitectura, monumentos y lugares de interés
El pueblo, casi completamente abandonado desde hace más de un siglo, conserva aproximadamente treinta viviendas medievales fortificadas, dispuestas en terrazas verticales sobre el desfiladero de Mutso-Ardoti, así como cuatro torres de combate y ruinas de varias estructuras y edificios antiguos. Mutso tiene dos partes históricas, Shetekauris-ubani (barrio de la familia Shetekauri) y Daiauri-ubani (barrio de la familia Daiauri).
De difícil acceso, el pueblo conserva su arquitectura original y es un destino popular para turistas y excursionistas de montaña. Sin embargo, forma parte de los monumentos históricos más amenazados de Georgia, si bien se ha desarrollado un proyecto de rehabilitación desde 2004.

## Galería

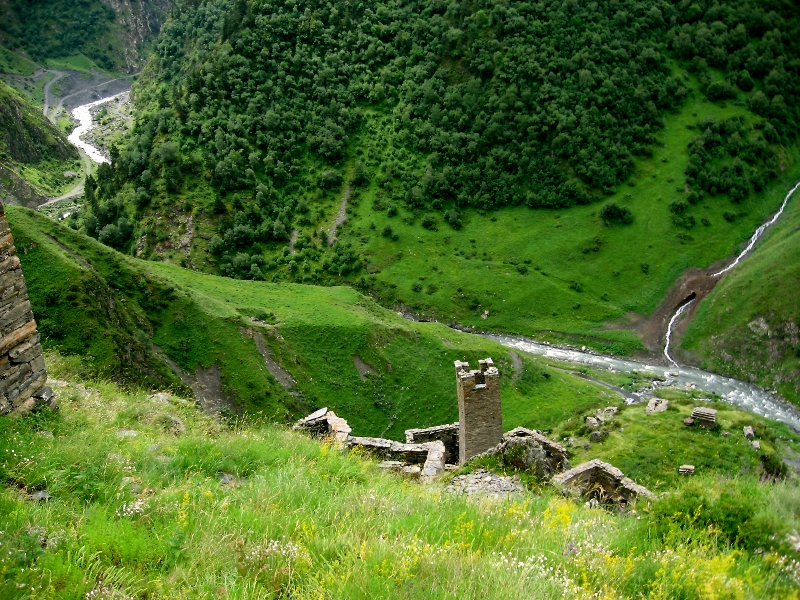
Vista del valle de Mutso
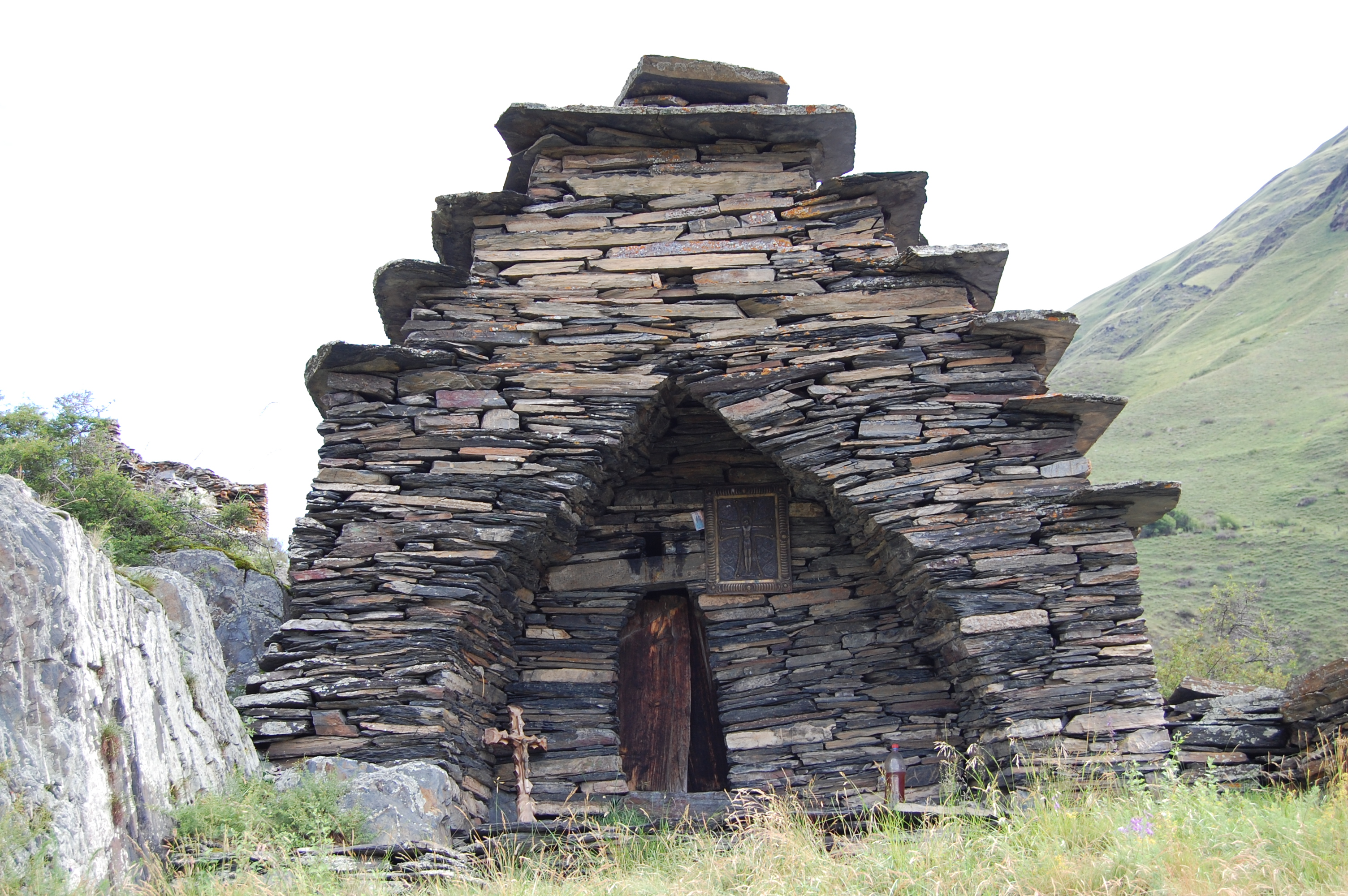
Casa típica de Mutso
Torre Torgva